# Juxtaposition live!
Juxtaposition live! is een livealbum van John Kerr en Ron Boots.
Het album bevat de hoogtepunten van een concert op 30 december 2015 gegeven in het Observatorium van Bochum. Het duo had een aantal gastmusici gevraagd het optreden te begeleiden. Voor het concert kregen concertgangers gelegenheid een exemplaar van Juxtaposition: The Bochum bonus te krijgen.

## Musici
- Ron Boots, John Kerr – synthesizers elektronica
- Frank Dorittke – gitaar (tracks 3, 4 en &)
- Harold van der Heijden – slagwerk (tracks 1, 3, 4, 7 en 8)
- Jeffrey Haster alias Synthex – synthesizers (track 7)

## Muziek
| Nr. | Titel                               | Duur  |
| --- | ----------------------------------- | ----- |
| 1.  | Offshore islands                    | 9:50  |
| 2.  | Between you and me (It’s a secret)  | 5:26  |
| 3.  | Acoustic shadows                    | 7;10  |
| 4.  | Juxtaposition, part 2               | 12:39 |
| 5.  | Aurora choralis                     | 7:48  |
| 6.  | There’s magic all around us         | 6:01  |
| 7.  | Oceans of commotions                | 12:44 |
| 8.  | The final juxtaposition             | 4:16  |
| 9.  | Still loving you, still missing you | 3:58  |